# Biesojaure
Biesojaure är en sjö i Arjeplogs kommun i Lappland och ingår i Skellefteälvens huvudavrinningsområde. Biesojaure ligger i Hornavan-Sädvajaure fjällurskog Natura 2000-område. Vid provfiske har röding och öring fångats i sjön.